# Episodi di 100 Code
La prima stagione della serie televisiva 100 Code (The Hundred Code), composta da 12 episodi, è stata trasmessa in prima visione assoluta in Svezia dal canale HBO Nordic dall'11 marzo al 27 maggio 2015.
In Italia è stata interamente distribuita dal 30 giugno 2015 sulla piattaforma a pagamento Mediaset Infinity, dal 13 ottobre 2015 sul canale pay Premium Crime e in chiaro dal 13 settembre 2016 su TOP Crime.
| n° | Titolo originale                   | Titolo italiano         | Prima TV Svezia | Pubblicazione Italia | Prima TV Italia  |
| -- | ---------------------------------- | ----------------------- | --------------- | -------------------- | ---------------- |
| 1  | Pilot o New York-Stockholm         | Ade e Persefone         | 11 marzo 2015   | 30 giugno 2015       | 13 ottobre 2015  |
| 2  | Flowers in Hell                    | Il nostro uomo          | 18 marzo 2015   | 30 giugno 2015       | 20 ottobre 2015  |
| 3  | Down the Rabbit Hole               | Nella tana del coniglio | 25 marzo 2015   | 30 giugno 2015       | 27 ottobre 2015  |
| 4  | My Only Friend                     | Il mio unico amico      | 1º aprile 2015  | 30 giugno 2015       | 4 novembre 2015  |
| 5  | The First Blush                    | Il primo rossore        | 8 aprile 2015   | 30 giugno 2015       | 11 novembre 2015 |
| 6  | There Are No Heroes                | Non ci sono eroi        | 15 aprile 2015  | 30 giugno 2015       | 19 novembre 2015 |
| 7  | The Cop that Hugs                  | Vendetta personale      | 22 aprile 2015  | 30 giugno 2015       | 25 novembre 2015 |
| 8  | Nobody Sleeps                      | Nessuno dorme           | 29 aprile 2015  | 30 giugno 2015       | 1º dicembre 2015 |
| 9  | The Deep Heart's Core              | Nel profondo del cuore  | 6 maggio 2015   | 30 giugno 2015       | 8 dicembre 2015  |
| 10 | Secrets                            | Segreti                 | 13 maggio 2015  | 30 giugno 2015       | 15 dicembre 2015 |
| 11 | Still Living After All             | Ancora in vita          | 20 maggio 2015  | 30 giugno 2015       | 22 dicembre 2015 |
| 12 | Everytime You Think You're Winning | Ogni volta che pensi    | 27 maggio 2015  | 30 giugno 2015       | 29 dicembre 2015 |

## Ade e Persefone
- Titolo originale: Pilot o New York-Stockholm
- Diretto da: Bobby Moresco
- Scritto da: Bobby Moresco e Henrik Sylven

### Trama
Il detective della polizia di New York Tommy Conley, arriva a Stoccolma per continuare a rintracciare un serial killer con un modus operandi molto specifico, affiancandosi con l'ispettore della polizia di Stoccolma Mikael Eklund.

## Il nostro uomo
- Titolo originale: Flowers in Hell
- Diretto e scritto da: Bobby Moresco

### Trama
Trascorrendo ogni ora nel tentativo di prevenire altri delitti, Conley e Eklund restringono la loro ricerca a due sospetti.

## Nella tana del coniglio
- Titolo originale: Down the Rabbit Hole
- Diretto da: Bobby Moresco
- Scritto da: Henrik Sylven

### Trama
Eklund e Conley sono alla ricerca di un sospetto scomparso che li lascia con un agghiacciante avvertimento.

## Il mio unico amico
- Titolo originale: My Only Friend
- Diretto da: Andreas Ohman
- Scritto da: Bobby Moresco

### Trama
Eklund e Conley trovano una pista per un sospetto sul Dark Web, qualcuno che usa le iniziali LH.

## Il primo rossore
- Titolo originale: The First Blush
- Diretto da: Andreas Ohman
- Scritto da: Amanda Moresco e Bill Tangradi

### Trama
Eklund e Conley continuano le loro indagini nella chat room di Temptations, mentre LH tenta di reclutare Andrej.

## Non ci sono eroi
- Titolo originale: There Are No Heroes
- Diretto da: Andreas Ohman
- Scritto da: Henry Sylven

### Trama
Sia Eklund che Conley lottano con i fantasmi del passato, mentre Frida continua la sua caccia mortale.

## Vendetta personale
- Titolo originale: The Cop that Hugs
- Diretto da: Lisa James Larsson
- Scritto da: Bobby Moresco e Michael Yebba

### Trama
Un ex poliziotto scontento va in una frenesia omicida, facendo fuori un membro della squadra di Eklund. Nel frattempo, Andrej va a caccia della sua prossima vittima.

## Nessuno dorme
- Titolo originale: Nobody Sleeps
- Diretto da: Lisa James Larsson
- Scritto da: Henrik Sylven

### Trama
Il team crea un personaggio online per infiltrarsi nella chat room di Temptation e trarre informazioni da LH.

## Nel profondo del cuore
- Titolo originale: The Deep Heart's Core
- Diretto da: Lisa James Larsson
- Scritto da: P.J. Hennigan

### Trama
La polizia indaga su un organizzatore di festini fatti di sesso e droga quando è stato trovato il corpo di una giovane donna. Nel frattempo, Phille usa il suo falso avatar per intrappolare LH.

## Segreti
- Titolo originale: Segrets
- Diretto da: Jonathan Sjoberg
- Scritto da: Henrik Sylven

### Trama
La squadra trova una prova chiave quando indaga sull'omicidio di Sofia.

## Ancora in vita
- Titolo originale: Still Living After All
- Diretto da: Jonathan Sjoberg
- Scritto da: P.J. Hennigan

### Trama
Conley ha una svolta nel caso in cui i dipinti trovati nella cabina di Andrej sembrano familiari.

## Ogni volta che pensi
- Titolo originale: Everytime You Think You'Re Winning
- Diretto da: Jonathan Sjoberg
- Scritto da: P.J. Hennigan

### Trama
Le tattiche di interrogatorio di Conley finalmente danno risultati.